# 戴维·希金斯
戴维·希金斯（英語：David Higgins，1968年2月16日—），生于新南威尔士州，澳大利亚男子射箭运动员。他曾代表澳大利亚参加1984年夏季残疾人奥林匹克运动会射箭比赛，获得一枚银牌。